# Inmarsat 5-F1
Inmarsat 5-F1 – satelita telekomunikacyjny należący do firmy Inmarsat, świadczący głównie usługi VSAT w paśmie Ka.
Planowany czas działania satelity wynosi 15 lat. Był to trzeci satelita Inmarsatu wyniesiony rakietą Proton, pierwszy z trzech satelitów serii 5, zamówionych w sierpniu 2010 roku.

## Budowa i działanie
Satelita został zbudowany przez firmę Boeing Satellite Systems w oparciu platformę BSS-702HP. Ładunek telekomunikacyjny jest równoważny 89 transponderom pasma Ka. Osiemdziesiąt dziewięć wiązek obsługiwanych jest przez 2 anteny nadawcze i 4 odbiorcze.
Telemetria i komendy przesyłane są w pasmach Ka i C.
Dwa panele ogniw słonecznych wytwarzają około 15 kW energii elektrycznej (13,8 kW przy końcu czasu działania satelity). Każdy składa się z 5 segmentów trójzłączowych ogniw z GaAs. Satelita posiada akumulatory litowo-jonowe.
Główny napęd satelity stanowi silnik jonowy, z ksenonem jako gazem roboczym. Do osiągnięcia orbity docelowej wykorzystany został silnik ciekłopędny, o ciągu 445 N. Położenie utrzymywane jest za pomocą 4 silniczków o ciągu 22 N i 4 o ciągu 10 N.

## Start
Start rakiety Proton M z członem górnym Briz-M nastąpił planowo o 12:12 UTC. Satelita odłączył się od rakiety 15 godzin i 31 minut po starcie, wchodząc na orbitę supersynchroniczną o parametrach: 4341 km × 65 000 km × 26,75°.